# Konzio
Konzio est une commune rurale située dans le département de Biéha de la province de Sissili dans la région du Centre-Ouest au Burkina Faso.

## Géographie
Konzio est la dernière commune sur une route secondaire menant à la frontière avec le Ghana.

## Éducation et santé
La commune accueille un centre de santé et de promotion sociale (CSPS).